# Nam Phan
Nhat Nam Si Phan (Fountain Valley, 13 marzo 1983) è un lottatore di arti marziali miste statunitense di origini vietnamite.
Combatte nella divisione dei pesi piuma per la promozione giapponese Pancrase, nella quale è l'attuale campione di categoria dal 2015.
Tra il 2010 ed il 2014 ha combattuto nella prestigiosa organizzazione UFC partecipando inizialmente al reality show The Ultimate Fighter: Team GSP vs. Team Koscheck e chiudendo l'esperienza con un record negativo di 2 vittorie e 6 sconfitte.
Ha combattuto in altre promozioni di rilievo come Bellator, Strikeforce, WEC e World Victory Road.

## Carriera nelle arti marziali miste

### Inizi carriera
Nam Phan fece il suo debutto professionistico contro Jason Maxwell il 21 ottobre 2001, vincendo per TKO al secondo round. Vinse anche i suoi tre incontri successivi prima di subire la prima sconfitta contro Rob McCullough nell'aprile 2003. Nel dicembre 2006, con un record di 12-2, fece il suo debutto nella Strikeforce Josh Thomson a Strikeforce: Triple Threat. Perse per decisione unanime e venne sconfitto anche nel match successivo contro Billy Evangelista, nell'ultimo combattimento nella Strikeforce a Strikeforce: Melendez vs. Thomson.
In seguito vinse l'Extreme Fighters World Championships battendo Shad Smith per TKO al minuto 1:11 del primo round il 6 ottobre 2007.
Nel 2009, prese parte al Sengoku Raiden Championship's Featherweight Grand Prix dove sconfisse Hideki Kadowaki nel turno iniziale mentre nel secondo turno, a Sengoku 8, Phan fu sconfitto da Michihiro Omigawa.

### The Ultimate Fighter
Phan firmò con l'Ultimate Fighting Championship per prendere parte a The Ultimate Fighter: Team GSP vs. Team Koscheck. Nell'episodio di debutto, Phan batté Mike Budnik per TKO dopo un colpo al fegato seguito da pugni. Phan guadagnò l'entrata nella casa, dove fu scelto dal Team Koscheck as Koscheck come quinto assoluto (nono in totale).
Nel combattimento preliminare, Phan combatté contro Spencer Paige, vincendo per decisione unanime dando al team Koscheck la sua prima vittoria. Per il suo quarto di finale, Phan fu scelto per combattere contro Cody McKenzie. Nam vinse McKenzie per TKO (pugni) nel round 2, assicurandosi il posto in semifinale.[5] In semifinale Phan si scontrò con Michael Johnson perdendo per decisione non unanime.

### Ultimate Fighting Championship
Phan affrontò Leonard Garcia nella finale di The Ultimate Fighter: Team GSP vs. Team Koscheck Finale. Phan avrebbe originariamente affrontare Alex Caceres ma Caceres fu rimosso dalla card a causa di un infortunio. Invece Phan affrontò il veterano WEC/UFC, Leonard Garcia. Phan perse il combattimento contro Garcia per una controversa decisione non unanime. A causa della controversia alla base della decisione, Phan fu comunque premitato col bonus vittoria dall'UFC e vinse il premio "Fight of the Night". La sconfitta fu nominata "Furto della'anno" 2010 da molti siti web sulle MMA, tra cui Sherdog.com.
A rematch contro Garcia avrebbe dovuto tenersi il 26 marzo 2011 a UFC Fight Night 24.Phan però fu costretto a rinunciare per un infortunio venendo sostituito da Chan Sung Jung.
Phan affrontò Mike Brown il 6 agosto 2011 a UFC 133.perdendo per decisione unanime. Ad UFC 136, Phan avrebbe dovuto combattere contro Matt Grice l'8 ottobre 2011, come sostituto dell'infortunato Josh Grispi. Grice dovette però rinunciare a causa di un infortunio e il suo posto venne preso da Leonard Garcia. Phan vinse per decisione unanime, vincendo anche il premio per il Fight of the Night.
Il 30 dicembre 2011, nell'evento di fine anno della federazione, UFC 141, venne sconfitto per decisione unanime dall'imbattuto Jim Hettes (30-25, 30-25, 30-26) in un match in cui non diede mai l'impressione di poter vincere ma resistendo agli attacchi del giovane avversario grazie alla propria esperienza.
L'anno successivo torna alla vittoria con una risicata decisione sul modesto Cole Miller.
Nel dicembre del 2012 sostituisce l'infortunato Eddie Yagin nel match contro il top 10 di categoria Dennis Siver, venendo totalmente dominato dall'inizio alla fine e perdendo con un punteggio finale di 30-26, 30-25 e 30-24 a favore del tedesco.
Nel dicembre 2013 Phan scese nei pesi gallo ed affrontò il gatekeeper giapponese Takeya Mizugaki in Australia, venendo sconfitto per decisione unanime dei giudici di gara.
Nel 2014 in quella che era con ogni probabilità la sua ultima possibilità in UFC Phan venne nettamente sconfitto dal britannico Vaughan Lee (record in UFC: 2-3) in un evento tenutosi a Macao, e venne conseguentemente licenziato.

### Pancrase e Bellator
Pochi mesi dopo il licenziamento Phan combatte un incontro nell'organizzazione giapponese Grandslam MMA, vincendo per KO tecnico durante la prima ripresa.
Nel luglio 2014 firma un contratto con Pancrase, in assoluto una delle prime organizzazioni di MMA al mondo, dove vince l'incontro di debutto.
Già in ottobre Nam Phan cambia ancora organizzazione e torna negli Stati Uniti per firmare con l'importante Bellator, dove esordì nell'evento del 15 novembre venendo rapidamente sconfitto da Mike Richman.
Nel gennaio del 2015 torna a combattere in Pancrase dove vince il titolo dei pesi piuma a spese di Takumi Nakayama.

### Risultati nelle arti marziali miste
Gli incontri segnati su sfondo grigio si riferiscono ad incontri di esibizione non ufficiali o comunque non validi per essere integrati nel record da professionista.
| Risultato | Record | Avversario        | Metodo                           | Evento                                                  | Data              | Round | Tempo | Città                    | Note                                                    |
| --------- | ------ | ----------------- | -------------------------------- | ------------------------------------------------------- | ----------------- | ----- | ----- | ------------------------ | ------------------------------------------------------- |
| Vittoria  | 21-14  | Takumi Nakayama   | Decisione (non unanime)          | Pancrase: 264                                           | 1º febbraio 2015  | 3     | 5:00  | Tokyo, Giappone          | Vince il titolo dei Pesi Piuma Pancrase                 |
| Sconfitta | 20-14  | Mike Richman      | KO Tecnico (pugni)               | Bellator CXXXI                                          | 15 novembre 2014  | 1     | 0:46  | San Diego, Stati Uniti   | Debutto in Bellator                                     |
| Vittoria  | 20-13  | Yuki Baba         | Sottomissione (rear naked choke) | Pancrase: 261                                           | 5 ottobre 2014    | 1     | 4:05  | Tokyo, Giappone          | Debutto in Pancrase                                     |
| Vittoria  | 19-13  | Kenichi Ito       | KO Tecnico (pugni)               | Grandslam MMA: Way of the Cage                          | 13 luglio 2014    | 1     | 4:27  | Tokyo, Giappone          | Passa ai Pesi Piuma                                     |
| Sconfitta | 18-13  | Vaughan Lee       | Decisione (unanime)              | UFC Fight Night: Kim vs. Hathaway                       | 1º marzo 2014     | 3     | 5:00  | Cotai, Macao             |                                                         |
| Sconfitta | 18-12  | Takeya Mizugaki   | Decisione (unanime)              | UFC Fight Night: Hunt vs. Bigfoot                       | 7 dicembre 2013   | 3     | 5:00  | Brisbane, Australia      | Passa ai Pesi Gallo                                     |
| Sconfitta | 18-11  | Dennis Siver      | Decisione (unanime)              | UFC on Fox: Henderson vs. Diaz                          | 8 dicembre 2012   | 3     | 5:00  | Seattle, Stati Uniti     |                                                         |
| Vittoria  | 18-10  | Cole Miller       | Decisione (non unanime)          | UFC on Fox: Shogun vs. Vera                             | 4 agosto 2012     | 3     | 5:00  | Los Angeles, Stati Uniti |                                                         |
| Sconfitta | 17-10  | Jimy Hettes       | Decisione (unanime)              | UFC 141: Lesnar vs. Overeem                             | 30 dicembre 2011  | 3     | 5:00  | Las Vegas, Stati Uniti   |                                                         |
| Vittoria  | 17–9   | Leonard Garcia    | Decisione (unanime)              | UFC 136: Edgar vs. Maynard III                          | 8 ottobre 2011    | 3     | 5:00  | Houston, Stati Uniti     |                                                         |
| Sconfitta | 16-9   | Mike Brown        | Decisione (unanime)              | UFC 133: Evans vs. Ortiz                                | 6 agosto 2011     | 3     | 5:00  | Filadelfia, Stati Uniti  |                                                         |
| Sconfitta | 16-8   | Leonard Garcia    | Decisione (non unanime)          | The Ultimate Fighter: Team GSP vs. Team Koscheck Finale | 4 dicembre 2010   | 3     | 5:00  | Las Vegas, Stati Uniti   | Debutto in UFC                                          |
| Sconfitta | NU     | Michael Johnson   | Decisione (non unanime)          | The Ultimate Fighter 12                                 | 1º dicembre 2010  | 3     | 5:00  | Las Vegas, Stati Uniti   | Torneo dei Pesi Leggeri TUF 12, Semifinale              |
| Vittoria  | NU     | Cody McKenzie     | KO Tecnico (pugni)               | The Ultimate Fighter 12                                 | 10 novembre 2010  | 2     | 2:54  | Las Vegas, Stati Uniti   | Torneo dei Pesi Leggeri TUF 12, Terzo turno             |
| Vittoria  | NU     | Spencer Paige     | Decisione (unanime)              | The Ultimate Fighter 12                                 | 13 ottobre 2010   | 2     | 5:00  | Las Vegas, Stati Uniti   | Torneo dei Pesi Leggeri TUF 12, Secondo turno           |
| Vittoria  | NU     | Mike Budnik       | KO Tecnico (pugni)               | The Ultimate Fighter 12                                 | 15 settembre 2010 | 1     | -     | Las Vegas, Stati Uniti   | Torneo dei Pesi Leggeri TUF 12, Primo turno             |
| Vittoria  | 16–7   | Rodney Rhoden     | Sottomissione (armbar)           | Civic Disobedience 2                                    | 3 aprile 2010     | 1     | 3:20  | Los Angeles, Stati Uniti |                                                         |
| Sconfitta | 15-7   | Isaac DeJesus     | KO Tecnico (pugni)               | TPF 3: Champions Collide                                | 4 febbraio 2010   | 1     | 2:55  | Lemoore, Stati Uniti     | Per il titolo dei Pesi Piuma TPF                        |
| Sconfitta | 15-6   | Michihiro Omigawa | KO Tecnico (pugni)               | World Victory Road Presents: Sengoku 8                  | 2 maggio 2009     | 1     | 4:52  | Tokyo, Giappone          | WVR Sengoku Featherweight Grandprix, Secondo turno      |
| Vittoria  | 15–5   | Hideki Kadowaki   | KO Tecnico (pugni)               | World Victory Road Presents: Sengoku 7                  | 20 marzo 2009     | 1     | 3:09  | Tokyo, Giappone          | WVR Sengoku Featherweight Grandprix, Primo turno        |
| Sconfitta | 14-5   | Billy Evangelista | Decisione (non unanime)          | Strikeforce: Melendez vs. Thomson                       | 27 giugno 2008    | 3     | 5:00  | San Jose, Stati Uniti    |                                                         |
| Vittoria  | 14–4   | Saad Awad         | KO Tecnico (pugni)               | GC 74: Evolution                                        | 16 febbraio 2008  | 2     | 0:52  | Los Angeles, Stati Uniti |                                                         |
| Vittoria  | 13–4   | Shad Smith        | KO Tecnico (pugni)               | EFWC: The Untamed                                       | 6 ottobre 2007    | 1     | 4:11  | Anaheim, Stati Uniti     |                                                         |
| Sconfitta | 12-4   | Gesias Cavalcante | KO Tecnico (pugni)               | SoftBank presents Dynamite!! USA                        | 2 giugno 2007     | 1     | 0:26  | Los Angeles, Stati Uniti |                                                         |
| Sconfitta | 12-3   | Josh Thomson      | Decisione (unanime)              | Strikeforce: Triple Threat                              | 8 dicembre 2006   | 3     | 5:00  | San Jose, Stati Uniti    | Per il titolo statunitense dei Pesi Leggeri Strikeforce |
| Vittoria  | 12–2   | Aric Nelson       | KO Tecnico (pugni)               | FCP: Malice at Cow Palace                               | 9 settembre 2006  | 2     | 4:11  | San Jacinto, Stati Uniti |                                                         |
| Vittoria  | 11–2   | Ryan Diaz         | Decisione (non unanime)          | KOTC: Rapid Fire                                        | 4 agosto 2006     | 2     | 5:00  | San Jacinto, Stati Uniti |                                                         |
| Vittoria  | 10–2   | Albert Hill       | Sottomissione (armbar)           | KOTC 63: Final Conflict                                 | 2 dicembre 2005   | 1     | 0:12  | San Jacinto, Stati Uniti |                                                         |
| Vittoria  | 9–2    | Joe Frainee       | Sottomissione (armbar)           | KOTC 58: Prime Time                                     | 5 agosto 2005     | 1     | 3:28  | San Jacinto, Stati Uniti |                                                         |
| Vittoria  | 8–2    | Sost Infante      | KO Tecnico (ferita)              | KOTC 54: Mucho Machismo                                 | 12 giugno 2005    | 1     | 0:51  | San Jacinto, Stati Uniti |                                                         |
| Vittoria  | 7–2    | Joey Alvarado     | KO (pugni)                       | KOTC 49: Soboba                                         | 20 marzo 2005     | 1     | 1:08  | San Jacinto, Stati Uniti |                                                         |
| Vittoria  | 6–2    | Mike Valdez       | Sottomissione (triangolo)        | KOTC 47: Uprising                                       | 5 febbraio 2005   | 1     | 0:41  | Lemoore, Stati Uniti     |                                                         |
| Sconfitta | 5–2    | Nick Ertl         | Decisione (non unanime)          | WEC 11: Evolution                                       | 20 agosto 2004    | 3     | 5:00  | Lemoore, Stati Uniti     | Debutto in WEC                                          |
| Vittoria  | 5–1    | Eben Kaneshiro    | Decisione (unanime)              | Pit Fighting Championship                               | 7 febbraio 2004   | 3     | 5:00  | Upland, Stati Uniti      |                                                         |
| Sconfitta | 4–1    | Rob McCullough    | Decisione (unanime)              | PFC: Knucklefest                                        | 5 aprile 2003     | 2     | 5:00  | California, Stati Uniti  |                                                         |
| Vittoria  | 4–0    | Patrick Hoang     | Decisione (unanime)              | PFC: Knucklefest                                        | 5 aprile 2003     | 1     | 5:00  | California, Stati Uniti  |                                                         |
| Vittoria  | 3–0    | Brad Levy         | Decisione (non unanime)          | PFC: Knucklefest                                        | 5 aprile 2003     | 1     | 5:00  | California, Stati Uniti  |                                                         |
| Vittoria  | 2–0    | Brad McCall       | Sottomissione (ghigliottina)     | California Pancration Championships                     | 11 giugno 2002    | 2     | 0:42  | Los Angeles, Stati Uniti |                                                         |
| Vittoria  | 1–0    | Jason Maxwell     | KO Tecnico (pugni)               | Cobra Classic 2001                                      | 6 ottobre 2001    | 2     | -     | Anza, Stati Uniti        |                                                         |